# واهرام گوورکیان
واهرام گوورکیان (انگلیسی: Vahram Kevorkian؛ ۱۷ دسامبر ۱۸۸۷ – ۱۷ ژوئیهٔ ۱۹۱۱) او از بازیکنان ارمنی فوتبال و اهل ارمنستان-بلژیک بود.

## باشگاهی
از باشگاه‌هایی که در آن بازی کرده‌است می‌توان به سرکل بروژ اشاره کرد.

## تیم ملی
وی همچنین درتیم ملی فوتبال بلژیک بازی کرده‌است. گوورکیان برای بار در ۲۶ اکتبر ۱۹۰۸ برای بازی دوستانه مقابل سوئد به تیم ملی فوتبال بلژیک دعوت شد و در دقیقه ۳۰ همان بازی گل تیمش را به ثمر رساند.

## بیماری و درگذشت
وی تحت عمل جراحی آپاندیسیت قرار گرفت. اما وضعیتش پس از عمل جراحی وخیم شد. وی در تاریخ ۱۷ ژوئیه ۱۹۱۱ در سن ۲۳ سالگی درگذشت و در روز ۱۸ ژوئیه در یکی از آرامستان‌های آنتورپ به خاک سپرده شد.

## افتخارات
- برترین گلزن مسابقات قهرمانی بلژیک در سال ۱۹۰۹ با ثمر رساندن ۳۰ گل

| جایگاه‌های ورزشی      | جایگاه‌های ورزشی              | جایگاه‌های ورزشی   |
| -------------------- | ---------------------------- | ----------------- |
| پیشین: Joseph De Roo | باشگاه فوتبال سرکل بروژ 1905 | پسین: Louis Saeys |